# Ecpyrrhorrhoe obliquata
Ecpyrrhorrhoe obliquata is een vlinder uit de familie van de grasmotten (Crambidae), uit de onderfamilie van de Pyraustinae. De wetenschappelijke naam van deze soort is voor het eerst voorgesteld als Ebulea obliquata door Frederic Moore in een publicatie uit 1888.
De soort komt voor in India (West-Bengalen, Meghalaya) en China.